# Élection présidentielle abkhaze de 2009

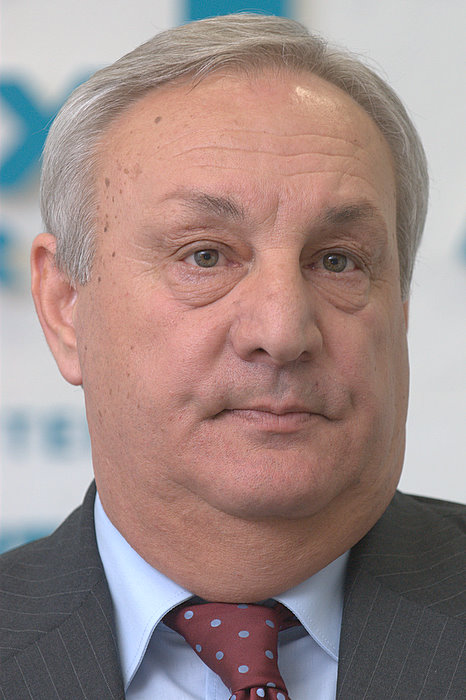
Sergueï Bagapch

Le 12 décembre 2009, l'Abkhazie entreprend son élection présidentielle. Il s'agit de la quatrième élection présidentielle depuis la création du poste de président de l'Abkhazie en 1994.

## Résultats
Les premiers résultats montrent que Sergueï Bagapch a remporté une victoire au premier tour avec 59 % des voix, obtenant ainsi un second mandat, mais les candidats d'opposition ont déclaré qu'ils contesteront le résultat[réf. nécessaire].

## Réactions par pays

### Géorgie
L'élection a été condamnée comme illégale le 20 novembre 2009 par la Géorgie, qui considère l'Abkhazie comme faisant partie de son territoire.

### Russie
Deux bureaux de vote ont été ouverts en Russie pour les citoyens locaux abkhazes afin de leur permettre de voter.